# تعالی گل
تعالی گل ( L'Exaltation de la Fleur ) نشان نوینی می باشد که به یک تکه سنگ مرمر یونانی کلاسیک نخستینی از یک مجسمه یادبود مربوط به قرن پنجم پیش از میلاد ماخذ شده است.  در سال ۱۸۶۱ توسط لئون هوزی و آنوره داومت در کلیسایی در فارسال ، تسالی ، یونان پیدا گردید.   تکه رویی موجود از سنگ مرمر نقش برجسته حکاکی گردیده شده در نقش برجسته ، ۲ زن را به رخ می کشد که گویا گل یا اشیاء دیگری را در دست دارند. این نشان در موزه لوور پاریس در بخش آثار باستانی یونانی، اتروسکی و رومی محافظت می شود.

## زمینه
عتیقه شناس و تاریخ نگار فرانسوی لئون هوزی در سن ۲۰ سالگی از سالش  با مدرسه فرانسوی آتن در یونان آغاز به فعالیت در این زمینه شد. هوزی معروف ترین اکتشاف خودش را در آن زمان در شهر فرسالا ، شهری در جنوب تسالی انجام داد.  در زمان های باستان، این ناحیه فارسالوس نام برده می شد و به دلیل جنگ فارسالوس ۴۸ سال قبل از میلاد مشهور شد. مکانی که ژولیوس سزار در طول جنگ داخلی گسترده روم، پومپیوس  را مغلوب خودش کرد. 
هوزی و معمار آنوره داومت در یک رسالت رسمی برای گردآوری اشیاء منوط به مبارزه های ژولیوس سزار شرکت داشتند. آنان همچنین به نظایر زیرساخت های غیر منوط با کار خودش تمایل داشتند.  در سال ۱۸۶۱، آنان این نقش وژه مرمری را بر دیوارهای کلیسایی در کوی پالئو لوترو در فارسلا پیدا نمودند و اسم آن را "تعالی گل" گذاشتند. به هوزی گزارش دادند که این سنگ در سرآغاز در باغی، درحومه ای نزدیک به سنگ دیگری که کشف نگردیده بود، اکتشاف گردید. هوزی این سنگ را خریداری کرد و به موزه لوور پاریس ارسال نمود.   هوزی در ادامه فعالیتش در سال ۱۹۰۸ مسئول موزه لوور در فرانسهشد.

## توصیف

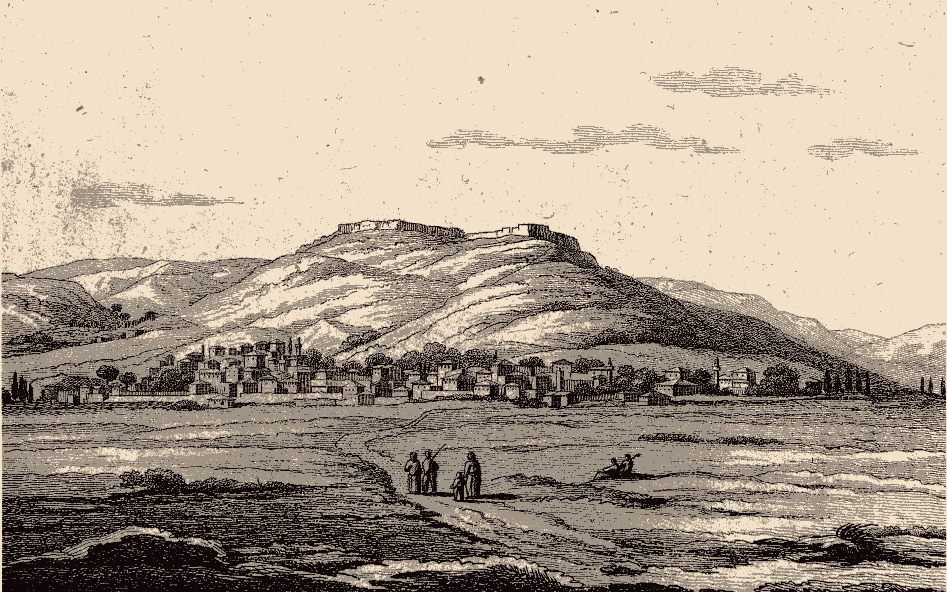
فرسالا ج. نخستین روز قرن ۱۹

وصف و تشریح کنجکاو این شاهکار در هنگام اکتشاف نخستین آن در قرن نوزدهم ابهام آمیز باقی مانده است. دانشمند ها در بعضی جهت های اتفاق نظر دارند و در بعضی دیگر افتراق دارند.  مارتین رابرتسون، دانشمند هنر یونانی بریتانیایی، بیان می کند که هر دو زن را می‌توان با برتن نمودن لباس لوله‌ای مانند که در زمان کلاسیک مرسوم بود، با چشم خود دید. با توجه به متون وصف شده موجود در پایگاه داده اطلس آثار هنری به نمایش گذاشته شده در لوور، زنان همچنین یک ککریفالوس ، یک توری مو به مدل موی یونانی-رومی بر سر دارند و گویا که گونه ای گل، شاید نارکوک یا انار در دست آنان می باشد. . یکی از زن ها در سنگ‌نما چیزی نظیر کیسه حمل می نماید که در تعبیر پنداشت می‌رود که آونده ی دانه‌ها باشد. 